# Юрген Локадіа
Ю́рген Лока́діа (нід. Jürgen Locadia; нар. 7 листопада 1993, Еммен, Дренте, Нідерланди) — нідерландський футболіст, нападник футбольного клубу «Бохум». Відомий також виступами за молодіжну збірну Нідерландів.

## Життєпис

### Клубна кар'єра
Юрген Локадіа народився 7 листопада 1993 року в місті Еммен, що знаходиться у провінції Дренте, Нідерланди, в сім'ї вихідців з Кюрасао. Першим клубом Юргена був місцевий «ВВ Баргерес», де юнак грав три роки з 1998 до 2001 року. Незабаром гравця помітили у тренерському штабі футбольного клубу «Еммен», куди він приєднався грати у молодіжній команді. Згодом сім'я переїхала до міста Тілбург, де Юрген спочатку грав у аматорському клубі «РКСВ Сарто», а потім перейшов до «Віллема II». У 2010 році юнак переїхав до Ейндговена, грати у за один з клубів-грандів нідерландського чемпіонату — ПСВ. Там же він підписав свій перший професійний контракт, розрахований до 2012 року.
Дебютний матч за основний склад клубу Локадіа провів 21 вересня 2011 року. «Фермери» тоді грали з командою ВВСБ, що знаходиться у восьмому за силою дивізіоні чемпіонату Нідерландів. Юрген вийшов на поле на 71-й хвилині матчу, замінивши Тіма Матавжа. Вже через дев'ять днів, 30 вересня молодий футболіст забив свій перший гол у професійній кар'єрі. На 68-й хвилині матчу, вийшовши на заміну фланговому півзахиснику Лусіано Нарсінгу, Юрген оформив хет-трик у ворота клубу «ВВВ-Венло». Таким чином Локадіа ще й повторив рекорд Гаральда Берга, коли той 10 серпня 1969 року дебютувавши в Ередивізі у складі АДО Ден Гаг забив три м'ячі за матч. 5 жовтня 2012 року вирішив продовжити контракт з «фермерами» до 2017 року. Того ж сезону футболіст продовжив відзначатися видовищними іграми, зокрема у кубковому матчі проти футбольного клубу «Зволле» 27 лютого 2013 року Юрген ще раз відзначився хет-триком.

### Збірна
З 2009 року Юрген зіграв у багатьох юнацьких збірних Нідерландів, а з 2013 року грає у молодіжній збірній.

## Статистика виступів
| Клуб                            | Ліга              | Сезон             | Чемпіонат | Чемпіонат | Кубок | Кубок | Єврокубки | Єврокубки | Інші змагання | Інші змагання | Інші змагання | Всього | Всього |
| Клуб                            | Ліга              | Сезон             | Ігор      | Голів     | Ігор  | Голів | Ігор      | Голів     | Назва         | Ігор          | Голів         | Ігор   | Голів  |
| ------------------------------- | ----------------- | ----------------- | --------- | --------- | ----- | ----- | --------- | --------- | ------------- | ------------- | ------------- | ------ | ------ |
| ПСВ                             | Ередивізі         | 13-14             | 6         | 0         | 1     | 3     | 3         | 1         | -             | -             | -             | 9      | 1      |
| ПСВ                             | Ередивізі         | 12-13             | 15        | 6         | 5     | 5     | 2         | 0         | БЕ            | 15            | 18            | 37     | 29     |
| ПСВ                             | Ередивізі         | 11-12             | 0         | 0         | 2     | 1     | 0         | 0         | -             | -             | -             | 2      | 1      |
| ПСВ                             | Всього            | Всього            | 21        | 6         | 8     | 9     | 5         | 1         |               | 15            | 18            | 48     | 31     |
| Всього за кар'єру               | Всього за кар'єру | Всього за кар'єру | 21        | 6         | 8     | 9     | 5         | 1         |               | 15            | 18            | 48     | 31     |
| Останнє оновлення 2 жовтня 2013 |                   |                   |           |           |       |       |           |           |               |               |               |        |        |

## Титули та досягнення

### Нідерланди
- ПСВ:
  -  Чемпіон Нідерландів (2): 2014-15, 2015-16.
  -  Володар кубка Нідерландів (1): 2011-12.
  -  Володар суперкубка Нідерландів (3): 2012, 2015, 2016.